# ککد
ککد (به مجاری:  Kéked) یک منطقهٔ مسکونی در مجارستان است که در ناحیه گونتس واقع شده‌است.